# 约翰·克里斯托弗·弗里德里希·巴赫
約翰·克里斯托弗·弗里德里希·巴赫（德語：Johann Christoph Friedrich Bach；1732年6月21日—1795年1月26日），德国作曲家，约翰·塞巴斯蒂安·巴赫的第五子。
約翰·克里斯托弗·弗里德里希·巴赫早年从其父学习音乐，1750年起在比克堡宫廷任职，作有大量交响曲，协奏曲，键盘奏鸣曲等作品。其音乐体现了从洛可可到古典主义风格的转变。
其子威廉·弗里德里希·恩斯特·巴赫是約翰·塞巴斯蒂安·巴哈的孫子當中唯一一位作曲家。

## 外部連結
- 约翰·克里斯托弗·弗里德里希·巴赫的免费乐谱，由国际乐谱典藏计划提供